# جوایز رادیویی نیوزیلند
جوایز رادیویی نیوزلند (به انگلیسی: New Zealand Radio Awards) جوایز سالانه صنعت رادیو نیوزیلند است. این جوایز که توسط انجمن پخش کنندگان رادیو سازماندهی شده‌است، برتری در پخش رادیویی تجاری و غیر تجاری را در قالب برنامه سازی، شخصیت‌ها، گزارش‌های خبری و ورزشی، خلاقیت و کیفیت تولید به رسمیت می‌شناسد. ایستگاه‌های رادیویی نیوزیلند، کارمندان رادیو، آژانس‌های تبلیغاتی و خانه‌های تولیدی واجد شرایط ورود به جوایز هستند.
این جوایز در سال ۱۹۷۸، با آغاز مقررات زدایی از صنعت رادیو و ظهور پخش‌کنندگان مستقل جدید تحت سومین دولت ملی راب مولدون، آغاز شد. شبکه‌های غیرتجاری و تجاری برای کسب جوایز مختلف با به رسمیت شناختن موفقیت عمومی و خدمات عمومی، رقابت کرده‌اند. دسته‌های ویژه ای نیز برای شناسایی پخش و برنامه‌های مائوری برای اقلیت‌های قومی، به ویژه در ایستگاه‌های شبکه رادیویی Iwi و شبکه دسترسی رادیو، ایجاد شده‌است.